# Segunda Guerra do Congo
A Segunda Guerra do Congo, também conhecida como a Guerra Mundial Africana ou a Grande Guerra de África, foi um conflito armado que se iniciou em 1998 e terminou oficialmente em 2003 quando o governo de transição da República Democrática do Congo tomou o poder. A maior guerra na história moderna de África, e um dos conflitos mais mortíferos desde a Segunda Guerra Mundial, envolveu diretamente oito países africanos, bem como cerca de 25 grupos armados. Cerca de 3,8 milhões de pessoas morreram, a maioria de inanição e doenças. Vários outros milhões foram deslocados das suas casas ou procuraram asilo em países vizinhos.
O conflito começou no contexto das tensões pós genocídio em Ruanda, logo em sequência da Primeira Guerra do Congo. Em 1996, o governo ruandês estava preocupado com a ascensão de milícias hútus na região, que utilizavam o Zaire (atual Congo) para atacar seu território e recuar. Apoiados por Angola e por Uganda, soldados e milicianos de Ruanda partiram pelo rio Congo e eventualmente instauraram Laurent-Désiré Kabila no poder. Uma das suas primeiras ações foi mudar o nome do país de Zaïre para República Democrática do Congo. Corrupção, problemas econômicos e a visão de que Kabila era um peão de potências estrangeiras, puxou muito a popularidade do presidente para baixo, gerando muita instabilidade. Tentando demonstrar força, Kabila começou a tomar medidas nacionalísticas, em detrimento de Ruanda e dos outros aliados. Em 1998, ele exigiu que as tropas das nações africanas vizinhas se retirassem. Os tútsis baniamulenges ficaram assustados com essa notícia, temendo que fossem alvos das milícias hútu. Isso escalou ainda mais a tensão na região, e ao fim de 1998, tropas de Ruanda invadiram novamente o Congo. Logo outros países se envolveriam, como Burundi e Uganda, além de milícias como a UNITA, vindo em apoio de Ruanda, enquanto Angola, Chade, Zimbabwe e Namíbia apoiavam a República Democrática do Congo. A região foi mergulhada numa grande guerra, com milícias se formando para apoiar cada lado, com milhares de mortes, falta de comida e remédios, enorme deslocamento de refugiados e regiões inteiras jogadas na anarquia. Em 1999 a guerra chegou no seu auge, com uma enorme quantidade de mortos e milhões de refugiados. Ao mesmo tempo, iniciativas de paz começaram, como o acordo de cessar-fogo de Lusaka. Em janeiro de 2001, Laurent-Désiré Kabila foi morto, sendo logo depois sucedido por seu filho, Joseph. Em 2002, novas tentativas de paz, puxadas pela Comunidade Internacional, tentaram resolver a situação, sem muito resultado. Contudo, em 2003, um acordo mais definitivo foi assinado. Tropas de Uganda e Ruanda começaram a se retirar; as milícias congolesas foram, em contrapartida, desarmadas e um Governo de Transição firmado. Três anos mais tarde uma constituição foi outorgada no Congo.
Apesar do fim oficial da guerra em Julho de 2003 e de um acordo entre as partes beligerantes para criar um governo de unidade nacional, mil pessoas morreram diariamente em 2004 de casos de subnutrição e doenças facilmente evitáveis. Um perito em direitos humanos da ONU relatou em Julho de 2007 que atrocidades sexuais contra mulheres congolesas vão "muito para além  de violação" e incluem escravatura sexual, incesto forçado, e canibalismo. Uma nova pesquisa, em 2008, apontou que o conflito matava 45 mil pessoas por mês.

## Imagens
- Beligerantes da Segunda Guerra do Congo:
Preto - República Democrática do Congo
Verde - coalizão anti-R.D. do Congo 
Azul escuro - coalizão pró-R.D. do Congo 
Azul claro - Aliados da R.D. do Congo, não diretamente envolvidos na guerra.

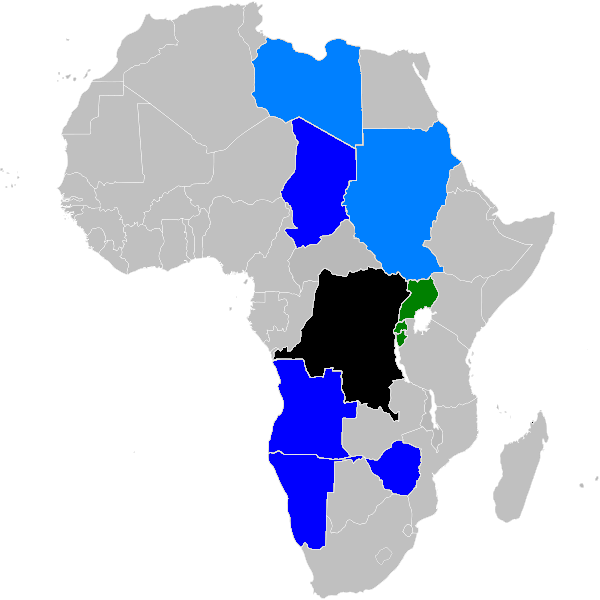
Beligerantes da Segunda Guerra do Congo: Preto - República Democrática do Congo Verde - coalizão anti-R.D. do Congo Azul escuro - coalizão pró-R.D. do Congo Azul claro - Aliados da R.D. do Congo, não diretamente envolvidos na guerra.
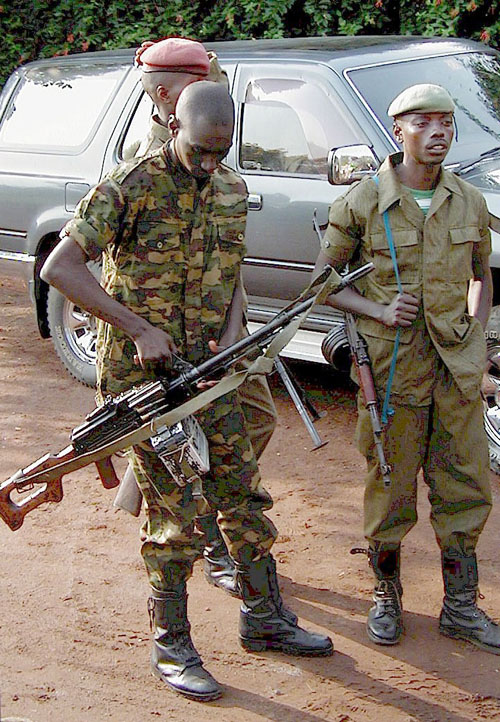
Soldados congoleses próximos a fronteira com Ruanda. Um deles está armado com uma metralhadora PK.
Estimativa dos territórios controlados pelas facções em Junho de 2003.
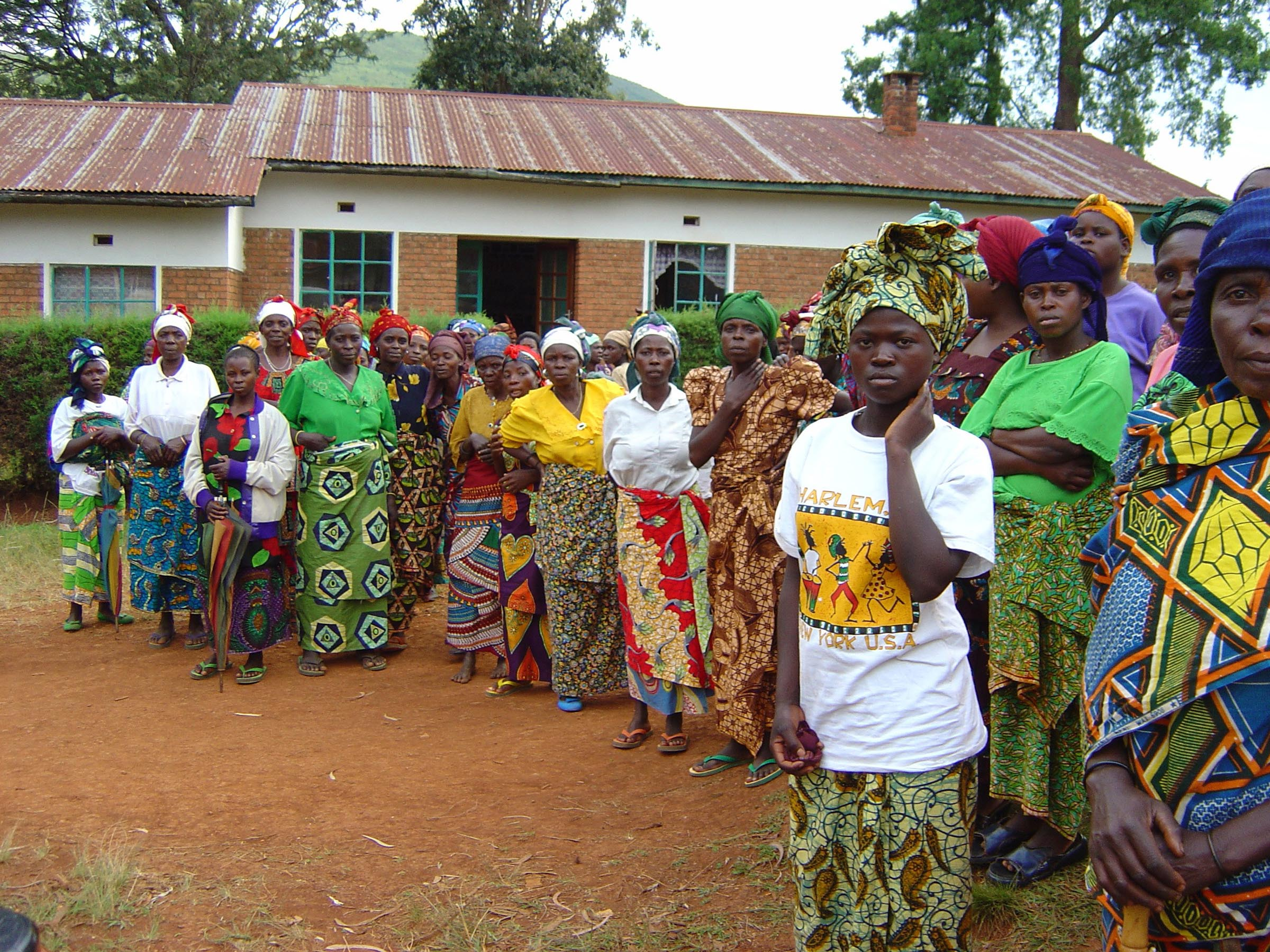
Reunião de mulheres vítimas de abuso sexual no Congo. Estupros, assédio e violência contra mulher foi comum no conflito e também em períodos posteriores.